# Фудэн-рю
Фудэн-рю (яп. 風伝流槍術) — древняя школа содзюцу, классическое боевое искусство Японии, основанное приблизительно в начале 1600-х годов мастером по имени Накаяма Гэнбэй Ёсинари (яп. 中山吉成).

## История
Школа Фудэн-рю была основана приблизительно в начале 1600-х годов мастером по имени Накаяма Гэнбэй Ёсинари.